# Riu Mahé
El Mahé o en anglès Mahe (malayalam: Mayyazhipuzha) és un riu de l'Índia a l'estat de Kerala, que neix a les muntanyes de Wayanad als Ghats Occidentals, passa per l'enclavament de Mahé (Pondichery) i després d'un curs de 54 km desaigua a la mar d'Aràbia. Passa per Naripetta, Vanimel, Iyyancode, Iringanoor, Tripangathur, Peringalam, Edachery, Kacheri, Eramala, Kariyad, Olavilam, Kunnumakkara, Azhiyoor i Mahé, cobrint una àrea de 394 km².